# Rudolf Lasarewitsch Samoilowitsch

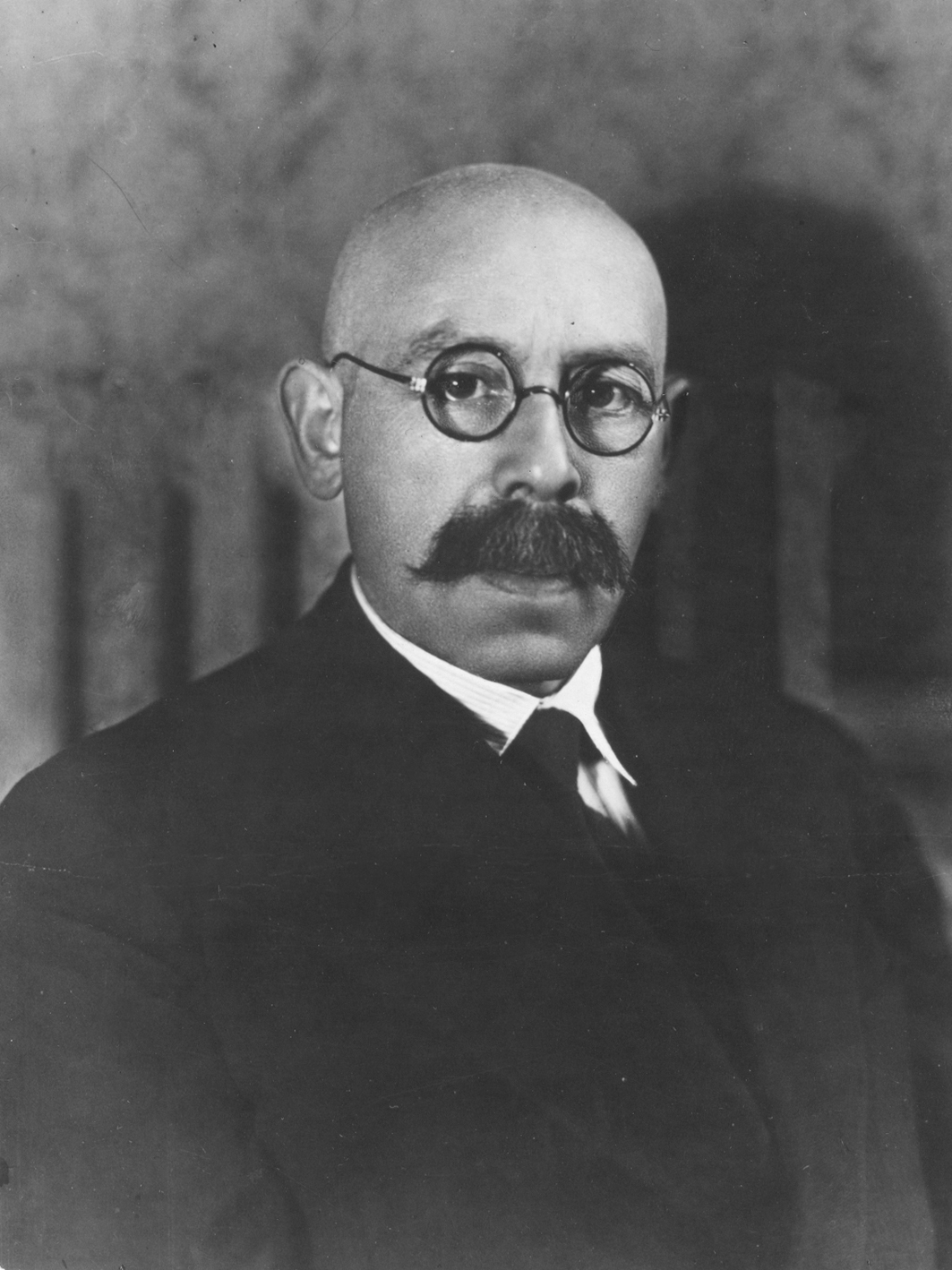

Rudolf Lasarewitsch Samoilowitsch (russisch Рудольф Лазаревич Самойлович, wiss. Transliteration Rudol'f Lazarevič Samojlovič; * 1. Septemberjul. / 13. September 1881greg. in Asow, Russisches Kaiserreich; † 4. März 1939 in Moskau) war ein russischer bzw. sowjetischer Polarforscher und Geologe.

## Leben

### Frühe Jahre
Samoilowitsch wurde 1881 in eine wohlhabende Familie geboren, die ihm ab 1900 ein Studium an der Königlich Sächsischen Bergbauakademie in Freiberg finanzieren konnte. Ab 1905 beteiligte er sich aktiv an den ersten revolutionären Unruhen in Russland, wurde mehrmals verhaftet und in die Oblast Archangelsk verbannt, nach Cholmogory und nach Pinega. 1909 veröffentlichte er eine Abhandlung über die Gipshöhlen bei Pinega. 1910 wurde ihm gestattet, nach Archangelsk zu ziehen, wo er Wladimir Russanow kennenlernte. Als dieser 1912 zur Erkundung der dortigen Bodenschätze nach Spitzbergen fuhr, nahm er Samoilowitsch in seine Expeditionsmannschaft auf. Dieser unternahm detaillierte Studien der Kohlevorkommen am Isfjord. Nach Abschluss der Arbeiten brach Russanow mit 13 Männern zu dem gewagten und tragisch endenden Vorhaben auf, die Nordostpassage zu durchfahren, während Samoilowitsch und zwei Begleiter nach Russland zurückkehrten.
Bis 1915 verbrachte Samoilowitsch regelmäßig die Sommermonate auf Spitzbergen und führte geologische Untersuchungen durch. Im März 1920 gründete er eine Gesellschaft zur Erforschung der sowjetischen Polargebiete, aus der später das Arktische und Antarktische Forschungsinstitut (russisch Арктический и антарктический научно-исследовательский институт, ААНИИ; englisch Arctic and Antarctic Research Institute, AARI) wurde. In den folgenden Jahren leitete er Expeditionen nach Nowaja Semlja und in die Karastraße (1921), zum Franz-Josef-Land (1923–1925, 1927), zur Wrangelinsel (1924) und den Neusibirischen Inseln (1927).

### Rettung der Überlebenden des LuftschiffsItalia
Als am 24. Mai 1928 der Kontakt zu Umberto Nobile und seinem Luftschiff Italia bei Spitzbergen verloren gegangen war, initiierte das AARI eine Rettungsmission, der die drei Eisbrecher Krasin, Malygin und Sedow zur Verfügung gestellt wurden. Zwei Wochen später, am 16. Juni, brach Samoilowitsch an Bord der Krasin auf. Die Überlebenden der Italia waren inzwischen in der Nähe der Foyninsel vor der Nordostküste Spitzbergens gesichtet worden, jedoch war es bisher niemandem gelungen, bis zu ihnen vorzudringen. Zunächst machte sich Samoilowitsch auf die Suche nach Roald Amundsen, der zur Rettung Nobiles aufgebrochen war und inzwischen ebenfalls vermisst wurde. Am 1. Juli in der Nähe Nordkaps von Nordostland und etwa 80 km von der Foyninsel entfernt wurde die durch Ruder- und Propellerschaden bereits ziemlich mitgenommene Krasin schließlich vom dicken Packeis gestoppt. Samoilowitsch schickte daraufhin ein Junkers-Flugzeug aus, das wenig später eine Gruppe von Überlebenden in etwa 25 bis 30 Kilometern Entfernung ausmachte. Schließlich gelang es bis zum übernächsten Tag, sieben Überlebende der Italia an Bord zu nehmen, die anschließend in den Kongsfjord gebracht wurden. Von dort begab sich die Krasin nach Stavanger, um notwendige Reparaturen vornehmen zulassen, musste aber unterwegs der Monte Cervantes mit 1500 Personen an Bord Hilfe leisten, die im Recherchefjord leckgeschlagen war. Erst am 24. August konnte sie das Dock in Stavanger wieder verlassen. Sieben Tage später erhielt die Expedition die Nachricht, dass ein Rettungsfloß und ein Benzintank von Amundsens Flugboot gesichtet worden war. Da Amundsen nun mit großer Wahrscheinlichkeit nicht mehr lebend geborgen werden konnte, konzentrierte sich Samoilowitsch ganz auf die Rettung der übrigen sechs Mitglieder der Italia-Expedition, die noch am Wrack vermutet wurden. Am 17. September befand man sich nördlich des Nordkapps auf der Breite von 81° 47′ N, die in dieser Region noch von keinem Schiff erreicht worden war, fand jedoch keine Spur der Vermissten. Weiter auf östlichem Kurs kam die Expedition am 22. September vor der Küste des Prinz-Georg-Lands an, auf dem Samoilowitsch die sowjetische Flagge hisste und es damit für die Sowjetunion in Besitz nahm; Prinz-Georg-Land wurde damals auch von Norwegen beansprucht. Anschließend wurde ihm befohlen, die Suche abzubrechen und nach Leningrad zurückzukehren.
Nach ihrer Rückkehr wurden die Expeditionsteilnehmer als Helden gefeiert. Samoilowitsch wurde mit dem Orden des Roten Banners der Arbeit ausgezeichnet. Stalin ließ das Budget des AARI erhöhen, wodurch mehrere Forschungsstationen in der Arktis eingerichtet werden konnten. 1930 wurde er als Direktor des AARI von Otto Schmidt abgelöst. Im Dezember 1932 wurde die
Hauptverwaltung Nördlicher Seeweg (Glavsevmorput, kurz GUSMP) unter Schmidt gegründet, in die das AARI eingegliedert wurde. Samoilowitsch wurde 1932 zwar erneut als Direktor des AARI eingesetzt, da er jedoch keine guten Beziehungen zu Schmidt besaß – er hielt ihn für einen Emporkömmling –, wurde er in der Folgezeit bei mehreren sowjetischen Expeditionen übergangen.

### Die Arktisfahrt des Luftschiffs LZ 127Graf Zeppelin

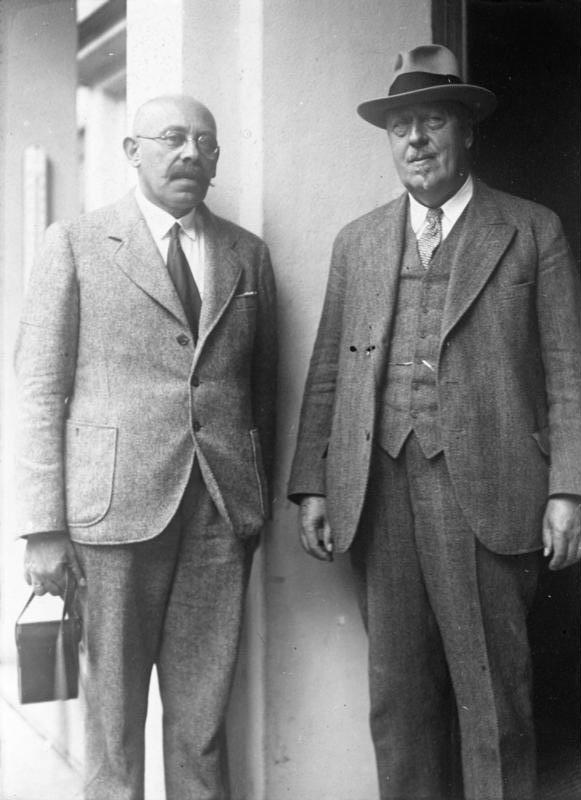
Samoilowitsch (li.), zusammen mit Hugo Eckener (Juli 1931)

In Berlin hatte sich 1924 die Aeroarctic gegründet, eine Gesellschaft, die es sich zum Ziel gesetzt hatte, die Arktis mit Hilfe von Luftfahrzeugen zu erforschen. Mangels staatlicher Unterstützung war es aber bis zum Tod ihres Gründungspräsidenten Fridtjof Nansen im Mai 1930 zu keinem konkreten Unternehmen gekommen. Unter dem neuen Präsidenten Hugo Eckener, dem Leiter der Deutschen Luftschifffahrts-Aktiengesellschaft, entstand der Plan, sich im Juli 1931 am Nordpol mit dem Unterseeboot Nautilus des Australiers Hubert Wilkins zu treffen. Technische Probleme mit dem altersschwachen U-Boot ließen Eckener kurzfristig nach Alternativen Ausschau halten. Als er erfuhr, dass die Malygin Anfang Juli zu einer Studienfahrt nach Franz-Josef-Land aufbrechen sollte, wurden Verhandlungen mit der sowjetischen Regierung aufgenommen. Die geänderten Pläne sahen nun ein Treffen zwischen Luftschiff und Eisbrecher in der Stillen Bucht (russisch Бухта Тихая, Buchta Tichaja) der Hooker-Insel vor. Zum wissenschaftlichen Leiter der Expedition wurde Samoilowitsch berufen, der schon seit 1930 dem Forschungsrat der Aeroarctic vorstand. Beteiligt waren von sowjetischer Seite auch der Funker Ernst Krenkel und der Meteorologe und Erfinder der Radiosonde Pawel Moltschanow (1893–1941) sowie von deutscher Seite der Meteorologe Ludwig Weickmann. Als Vertreter der Amerikanischen Geographischen Gesellschaft war auch Lincoln Ellsworth an Bord, der 1926 schon mit Amundsen und Nobile im Luftschiff Norge über den Pol geflogen war.
Das wissenschaftliche Programm sah vor allem die photogrammetrische Aufnahme und Kartierung der überflogenen, noch wenig bekannten arktischen Gebiete, meteorologische Beobachtungen, auch durch den Einsatz von Radiosonden, und Messungen des Erdmagnetfeldes vor. Vor allem letzteres war ein Novum. Erdmagnetische Messungen aus der Luft waren in der Arktis noch nicht vorgenommen worden. Das Luftschiff LZ 127 stieg am 24. Juli 1931 in Friedrichshafen auf und flog mit einem Zwischenstopp in Berlin-Staaken nach Leningrad. Hier begann am 26. Juli die eigentliche Arktisfahrt mit dem Flug zur Kanin-Halbinsel in der Barentssee. Von dort ging es nördlich nach Franz-Josef-Land, wo das Treffen mit der Malygin stattfand, und dann westlich nach Sewernaja Semlja. Das Luftschiff flog weiter zum Kap Tscheljuskin und über die Taimyrhalbinsel nach Dikson, von dort zum Nordkap von Nowaja Semlja und der Küste dieser Doppelinsel folgend über Kolgujew zurück nach Leningrad, das in der Nacht zum 30. Juli erreicht wurde. Im Franz-Josef-Archipel hatte man die vorliegenden Karten mehrfach korrigieren können, zum Beispiel dadurch, dass die Harmsworth- und die Albert-Edward-Insel als Phantominseln entlarvt werden konnten.

### Expeditionen 1932–1937
An den sowjetischen Expeditionen im Rahmen des Zweiten Internationalen Polarjahrs 1932/33 war Samoilowitsch nicht persönlich beteiligt. Er gehörte aber dem Sonderkomitee an, das unter Leitung des Meteorologen Alexei Feodossjewitsch Wangenheim alle sowjetischen Forschungsvorhaben koordinierte. 1932 leitete Samoilowitsch eine Expedition mit dem Eisbrecher Russanow in die nordöstliche Karasee. Hauptziel der Fahrt war es, die Expedition Georgi Uschakows von Sewernaja Semlja zurückzuholen. Außerdem brachte die Russanow Baumaterial für eine Forschungsstation zum Kap Tscheljuskin.
Ab 1935 organisierte die ARI unter Samoilowitsch eine Reihe von Expeditionen an Bord des Eisbrechers Sadko, die möglichst weit in Richtung Norden vorstoßen und dabei meteorologische und ozeanographische Daten sammeln sollten. Dies war für den gesuchten nördlichen Seeweg von Bedeutung, da die klimatischen Verhältnisse im Zentralarktischen Becken großen Einfluss auf die Bedingungen vor der Nordküste Russlands besitzen. Nachdem die erste Expedition im Jahr 1935 noch von Georgi Uschakow geführt wurde, übernahm Samoilowitsch die Leitung der folgenden beiden Expeditionen.
Samoilowitsch wollte das Gebiet nördlich der Neusibirischen Inseln erkunden. Auf der ersten Expedition 1936 musste die Sadko jedoch auf der Hinfahrt einem in der westlichen Karasee eingeschlossenen Schiff zu Hilfe kommen, so dass sie letztendlich nur bis zum Franz-Josef-Land vordringen konnte. 1937 konnte er auf der zweiten Expedition die Laptewsee nördlich der Neusibirischen Inseln erkunden und umfangreiche Untersuchungen durchführen. Anschließend wurde die Sadko zur Wilkizkistraße beordert, wo sie zusammen mit den Eisbrechern Malygin und Sedow dem Schiffsverkehr helfen sollte. Die Schiffe wurden jedoch auf dem Weg dorthin selbst im Eis eingeschlossen und drifteten in der Folge in Richtung Norden. Insgesamt 217 Männer und Frauen, darunter Konstantin Badigin, waren gezwungen, bei ihren Schiffen zu überwintern. Der inzwischen 65-jährige Samoilowitsch, mehr Wissenschaftler als Seemann, wollte in dieser Situation zunächst nicht den Oberbefehl über die Flotte übernehmen, wurde jedoch von Schmidt und den zwei übrigen Kapitänen dazu gedrängt. Gegen seinen Willen wurde er schließlich von einem der ersten Flugzeuge gerettet.

### Verhaftung und Tod
Samoilowitsch wurde die Verantwortung für die erzwungene Überwinterung der Eisbrecher sowie 26 weiterer Schiffen in der Wilkizkistraße zugeschoben. Bald danach wurde er Opfer von Stalins „Großer Säuberung“. Am 24. Juli 1938 wurde er in einem Sanatorium in Kislowodsk von Agenten des NKWD verhaftet. Er wurde am 4. März 1939 unter dem Vorwurf des Landesverrats und der Mitgliedschaft in einer terroristischen Vereinigung verurteilt und am selben Tag erschossen. Sein Name wurde in der Folgezeit systematisch aus allen Veröffentlichungen getilgt. Erst 1957 erhielt seine Tochter einen Brief über das Schicksal ihres Vaters, in dem er posthum rehabilitiert wurde.

## Familie
Rudolf Samoilowitsch war zweimal verheiratet. Mit seiner ersten Ehefrau Marija Iwanowna, geborene Schtschepkina, hatte er die Töchter Sofija (1909–1991) und Marija (1912–?). Sofija Rudolfowna Samoilowitsch wurde Palynologin, Maria Luftfahrtingenieurin. Die zweite Ehe schloss er mit der 1896 geborenen Jelena Michailowna, geborene Jermolajewa, der älteren Schwester seines Schülers, des Geologen Michail Michailowitsch Jermolajew (1905–1991). Aus dieser Ehe stammen der Sohn Wladimir (1919–?) und die Tochter Natalja (1922–?). Wladimir nahm 1932 13-jährig an der Arktisexpedition seines Vaters nach Sewernaja Semlja teil. Er schloss später ein Medizinstudium ab und nahm als Militärarzt am Zweiten Weltkrieg teil. 1945 wurde er verhaftet. Sein weiteres Schicksal ist unbekannt.
Nach der Verurteilung Rudolf Samoilowitschs war seine gesamte Familie, auch seine erste Frau und deren Kinder, staatlichen Repressionen ausgesetzt.

## Ehrungen
Nach Samoilowitsch sind die gleichnamige, zum Archipel Sewernaja Semlja gehörende Insel in der Karasee, eine Eiskappe der Karl-Alexander-Insel in Franz-Josef-Land, eine Bucht Nowaja Semljas sowie der Samoilowitsch-Nunatak und die Samoilowitsch-Halbinsel in der Antarktis benannt.
Als erster ausländischer Wissenschaftler erhielt Samoilowitsch 1929 von der Notgemeinschaft der deutschen Wissenschaft die Erinnerungs-Medaille an die Deutsche Atlantische Expedition Meteor 1925–1927.

## Werke
- S-O-S in der Arktis. Die Rettungsexpedition des Krassin. Union Deutsche Verlagsgesellschaft, Berlin 1930 (russisch: S. O. S. в Арктике. Экспедиция „Красина“. Berlin 1930. Übersetzt von Hermann Leuschner).
- Der Weg nach dem Pol. In: Monographien zur Erdkunde. Band 46. Velhagen & Klasing, Bielefeld / Leipzig 1931.